# بهنوش بختیاری
بهنوش بختیاری (زادهٔ ۲۹ اردیبهشت ۱۳۵۴) بازیگر ایرانی است. او فعالیت خود را در اواسط دههٔ ۱۳۷۰ و با حضور در مجموعهٔ تلویزیونی هوای تازه آغاز کرد. بختیاری برای بازی در فیلم من (۱۳۹۴) نامزد دریافت جایزهٔ سیمرغ بلورین بهترین بازیگر نقش مکمل زن جشنواره فیلم فجر شد.

## زندگی
وی دارای مدرک کارشناسی در رشتهٔ زبان فرانسوی از دانشگاه آزاد اسلامی واحد تهران است. در سی و چهارمین جشنواره فیلم فجر در سال ۱۳۹۴ به خاطر بازی در فیلم من نامزد دریافت سیمرغ بلورین بهترین بازیگر نقش دوم زن شد.

## قتل مدیر صفحه شخصی بهنوش بختیاری
در سال ۱۴۰۰ ادمین یکی از فن‌پیج‌های بختیاری به قتل رسید. مقتول با ضربات چاقو به قتل رسیده بود و کارآگاهان با ردیابی مشخصات مقتول با یک زن متأهل برخوردند که بازداشت شد و اقرار کرد با همدستی شوهرش دست به این قتل زده‌اند. پلیس اعلام کرد این فرد به هیچ عنوان روحانی و سید نبوده است و با پوشیدن لباس روحانیت بسیاری از افراد از جمله بهنوش بختیاری را فریب داده است. بختیاری با انتشار یک استوری و ویدئو گفت اطلاعی نداشته که این فرد روحانی نبوده؛ چراکه همیشه لباس روحانیت به تن داشته و همچنین او ادمین نبوده و فقط فن‌پیج بوده است.

## ادعای آزار جنسی
او در اردیبهشت ۱۴۰۱ با روایت آزار جنسی به جنبش من هم در ایران پیوست. و طبق گفته‌هایش از آزار جنسی که قرار بوده است به او شود جلوگیری کرده است.

## فیلم‌شناسی

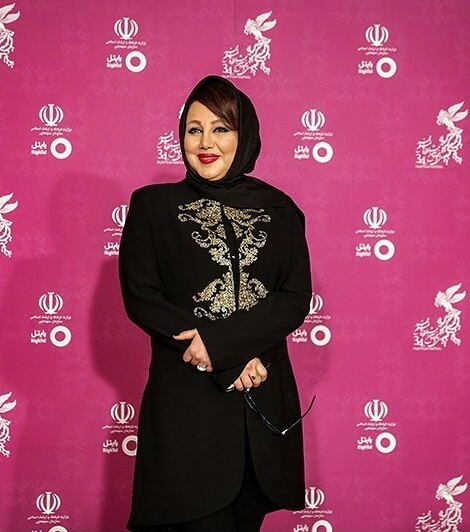
بهنوش بختیاری، ۱۳۹۴

### سینما
| سال  | نام فیلم            | کارگردان                     | نقش                        |
| ---- | ------------------- | ---------------------------- | -------------------------- |
| ۱۴۰۳ | گوزن‌های اتوبان      | ابوالفضل صفاری               | مادرِ کیمیا                 |
| ۱۴۰۱ | شنگول منگول         | کیانوش دالوند و فرزاد دالوند | (دوبلور)                   |
| ۱۳۹۹ | هرماس               | مهدی صاحبی                   | بهنوش                      |
| ۱۳۹۸ | گورکن               | کاظم ملایی                   | مهین دخت (دخی)             |
| ۱۳۹۸ | مرد نقره‌ای          | محمدحسین لطیفی               |                            |
| ۱۳۹۸ | بی صدا حلزون        | بهرنگ دزفولی زاده            |                            |
| ۱۳۹۷ | شب اول هجده سالگی   | حامد تهرانی                  | مدیر مدرسه                 |
| ۱۳۹۷ | زندانی‌ها            | مسعود ده نمکی                | خواهر طاها                 |
| ۱۳۹۶ | آقای سانسور         | علی جبارزاده                 | هاله                       |
| ۱۳۹۶ | لازانیا             | حسین قناعت                   | نازنین                     |
| ۱۳۹۶ | دم‌سرخ‌ها             | آرش معیریان                  | نگار                       |
| ۱۳۹۶ | ما خیلی باحالیم     | بهمن گودرزی                  | کبرا                       |
| ۱۳۹۶ | استیگمات            | مجیدرضا مصطفوی               | همسر رادمنش                |
| ۱۳۹۶ | همه چی عادیه        | محسن دامادی                  | دنیا                       |
| ۱۳۹۵ | انزوا               | مرتضی علی عباس میرزایی       | نسرین                      |
| ۱۳۹۵ | پا تو کفش من نکن    | محمدحسین فرح بخش             | لیلی                       |
| ۱۳۹۵ | قهرمانان کوچک       | حسین قناعت                   | بازیگر (بهنوش بختیاری)     |
| ۱۳۹۵ | پنجاه کیلو آلبالو   | مانی حقیقی                   | اکرم                       |
| ۱۳۹۴ | مشکل گیتی           | بهرام کاظمی                  | ترابی                      |
| ۱۳۹۴ | من                  | سهیل بیرقی                   | ملیحه                      |
| ۱۳۹۴ | دزد و پری           | حسین قناعت                   | خاله نوشین                 |
| ۱۳۹۳ | ماجان               | رحمان سیفی آزاد              | ثریا                       |
| ۱۳۹۳ | ساکن طبقه وسط       | شهاب حسینی                   |                            |
| ۱۳۹۲ | پنج ستاره           | مهشید افشارزاده              | زری                        |
| ۱۳۹۲ | کالسکه              | آرش معیریان                  | ماهرخ مشرقی‌زاده/پریا صابری |
| ۱۳۹۱ | عملیات مهد کودک     | فرزاد اژدری                  |                            |
| ۱۳۹۱ | تو و من             | محمد بانکی                   | سیمین                      |
| ۱۳۹۰ | بازگشت به آینده     | علی عبدالعلی زاده            |                            |
| ۱۳۹۰ | ساعت شلوغی          | آرش معیریان                  | ژینوس                      |
| ۱۳۸۹ | وفا ۲۰۱۲            | رضا شفیعی جم                 | بهنوش بختیاری              |
| ۱۳۸۹ | آژانس ازدواج        | محمد درمنش                   |                            |
| ۱۳۸۹ | اخراجی‌ها ۳          | مسعود ده نمکی                | همسر اکبر دباغ             |
| ۱۳۸۹ | داماد خجالتی        | آرش معیریان                  |                            |
| ۱۳۸۹ | زن‌ها شگفت‌انگیزند    | مهرداد فرید                  | مریم                       |
| ۱۳۸۹ | قبرستان غیرانتفاعی  | محسن دامادی                  |                            |
| ۱۳۸۹ | هر چی خدا بخواد     | نوید میهن دوست               | وکیل طاهری                 |
| ۱۳۸۹ | ورود زنده‌ها ممنوع   | جواد مزدآبادی                | افسانه                     |
| ۱۳۸۸ | ازدواج در وقت اضافه | سعید سهیلی                   | شیوا                       |
| ۱۳۸۸ | حلقه‌های ازدواج      | شاهین باباپور                |                            |
| ۱۳۸۸ | دلقک‌ها              | عباس مرادیان                 | قمر                        |
| ۱۳۸۸ | عروسک               | ابراهیم وحیدزاده             | شیرین                      |
| ۱۳۸۸ | زندگی شیرین         | قدرت‌الله صلح میرزایی         | نوشابه                     |
| ۱۳۸۸ | کیش و مات           | جمشید حیدری                  |                            |
| ۱۳۸۷ | ده رقمی             | همایون اسعدیان               |                            |
| ۱۳۸۷ | دو خواهر            | محمد بانکی                   | ستاره                      |
| ۱۳۸۷ | شبانه روز           | سید جمال ساداتیان            | سارا                       |
| ۱۳۸۲ | مهمان مامان         | داریوش مهرجویی               | پرستار                     |
| ۱۳۸۰ | ساقی                | محمدرضا اعلامی               |                            |
| ۱۳۷۹ | قلعه یاسین          | اسماعیل رحیم زاده            |                            |
| ۱۳۷۶ | پشت دیوار شب        | مهران تأییدی                 |                            |

### تلویزیون
- ۱۳۷۵ - هوای تازه (حسن فتحی)
- ۱۳۷۶ - برگبار (اکبر خواجویی)
- ۱۳۷۷ - ماجراهای خانه قدیمی (اسماعیل میهن‌دوست)
- ۱۳۷۷ - مرگ در سکوت (شهریار پارسی‌پور)
- ۱۳۷۸ - این زمینی‌ها (مسعود شاه‌محمدی، بازیگر مهمان)
- ۱۳۷۸ - روزگار جوانی (اصغر توسلی، بازیگر مهمان)
- ۱۳۷۹ - داستان یک شهر (اصغر فرهادی، بازیگر مهمان)
- ۱۳۷۹ - وکیل محله (اسماعیل میهن‌دوست)
- ۱۳۷۹ - سایه‌ها (غلامرضا رمضانی)
- ۱۳۷۹ - همسفر (قاسم جعفری، بازیگر مهمان)
- ۱۳۸۰ - ماجراهای سرابی (اسماعیل میهن‌دوست)
- ۱۳۸۰ - روزهای آرزو (شاهرخ حمیدی مقدم)
- ۱۳۸۰ - خانه آرزوها (حسین سهیلی‌زاده)
- ۱۳۸۱ - هزاران چشم (کیانوش عیاری)
- ۱۳۸۲ - فرمان (مسعود رشیدی)
- ۱۳۸۳ - خانه‌به‌دوش (رضا عطاران، بازیگر)
- ۱۳۸۳ - شبکه سه و نیم (داریوش کاردان، بازیگر)
- ۱۳۸۴ - جایزهٔ بزرگ (مهران مدیری، بازیگر)
- ۱۳۸۴ - شب‌های برره (مهران مدیری، بازیگر)
- ۱۳۸۴ - زندگی به شرط خنده (مهدی مظلومی، بازیگر)
- ۱۳۸۵ - باغ مظفر (مهران مدیری، بازیگر)
- ۱۳۸۵ - گل یا پوچ (جواد افشار)
- ۱۳۸۶ - چارخونه (سروش صحت، بازیگر)
- ۱۳۸۷ - عید امسال (سعید آقاخانی، بازیگر)
- ۱۳۸۸ - دارا و ندار (مسعود ده‌نمکی، بازیگر)
- ۱۳۹۰ - چهار چرخ (محمدجواد مزدآبادی، بازیگر)
- ۱۳۹۱ - مسیر انحرافی (بهرنگ توفیقی، بازیگر)
- ۱۳۹۱ - خداحافظ بچه (منوچهر هادی، بازیگر)
- ۱۳۹۱ - خانه اجاره‌ای ۲ (شاهد احمدلو، بازیگر)
- ۱۳۹۲ - عصر پاییزی (اصغر نعیمی)
- ۱۳۹۳ - خوب، بد، زشت (منوچهر هادی، بازیگر)
- ۱۳۹۴ - محله گل و بلبل (احمد درویش‌علی‌پور، بازیگر در تقش خانم چمنی)
- ۱۳۹۵- محله گل و بلبل ۲ (احمد درویش‌علی‌پور، بازیگر در نقش خانم چمنی)
- ۱۳۹۶- سارق روح (احمد معظمی)
- ۱۳۹۷- دنیای گمشده (امین امانی)
- ۱۳۹۷- محله گل و بلبل ۳ (احمد درویش‌علی‌پور، بازیگر در نقش خانم چمنی)
- ۱۳۹۸- بر سر دوراهی (بهرنگ توفیقی، بازیگر در نقش ثریا)
- ۱۳۹۹ - دادستان (مسعود ده نمکی)
- ۱۴۰۱ - آزادی مشروط مسعود ده‌نمکی
- ۱۴۰۳_یزدان منوچهر هادی

### شبکه نمایش خانگی
- (۱۳۸۵) - گنج مظفر به کارگردانی مهران مدیری، بازیگر
- (۱۳۹۲) - شوخی کردم.. ! به کارگردانی مهران مدیری، بازیگر
- (۱۳۹۳) - عشق تعطیل نیست به کارگردانی بیژن بیرنگ، بازیگر
- (۱۳۹۶) - آقای سانسور به کارگردانی علی جبارزاده، بازیگر
- (۱۳۹۸) - موچین به کارگردانی حسین تبریزی، بازیگر
- (۱۴۰۰) - نارگیل به کارگردانی سید ابراهیم عامریان و حمزه صالحی، بازیگر - در نقش خاتون
- (۱۴۰۱) - شانس به کارگردانی مهدی افضل زاده،
- (۱۴۰۳) - جوکر ۲(شبکه نمایش خانگی) به کارگردانی احسان علیخانی
- (۱۴۰۴)شام ایرانی
- ۱۴۰۳ بامداد خمار (مجموعه نمایش خانگی) نرگس آبیار

### منشی صحنه
- این ترانه عاشقانه نیست (۱۳۸۴)
- ازدواج صورتی (۱۳۸۳)
- انتخاب (۱۳۸۳)
- روایت سه‌گانه (یک آرزوی کوچک) (۱۳۸۲)
- مهمان مامان (۱۳۸۲)